# 劉胤昌
劉胤昌（？—？），字燕及，號淯水，南直隶安庆府桐城县人，明朝政治人物。

## 生平
胤昌生而颖异，读书如素所熟悉者，为文伸纸淋漓，万言立就。万历二十八年（1600年）庚子科应天乡试舉人，三十二年（1604年）甲辰科进士，初知宜黄縣，以最調临川，明敏剛決，果於任事，犯者雖貴勢子弟，必寘於法。两充江西乡试同考官，勤課士類，凡所甲乙，翕稱藻鑑，汤显祖就出自其门下。万历四十年调任广济，四十二年擢南大理寺評事，四十四年考察免官。天启二年，起升興化府知府，朝议将大用之，未赴任而疾作不起。

## 著作
著有《澹然斋文集》、《皖编》、《劉氏類山》十卷、《学庸口义》、《游草》、《遷草》、《觐草》、《西山草》。

## 家族
先世從豫章迁居桐城，六世祖劉榮舉甲第，始官御史，歴中順大夫，再传为刘玺，舉应天第一（解元），刘采登賢書。